# Knabenseminar Hollabrunn
Das Knabenseminar Hollabrunn, später Erzbischöfliches Seminar Hollabrunn, war ein Internat der katholischen Kirche in Hollabrunn. Die Einrichtung kam 1995 in die Schlagzeilen im Zusammenhang mit Missbrauchsvorwürfen gegen den ehemaligen Religionslehrer Hermann Kardinal Gröer, der dort gewirkt hat.

## Gründung in Wien
Die Erzdiözese Wien fasste erst unter Kardinal Joseph Othmar Ritter von Rauscher den Beschluss, ein Knabenseminar zu gründen. Am 1. Oktober 1856 wurde das Knabenseminar im ehemaligen Karmeliterkloster St. Theobald in Wien VI. eröffnet. Die Seminaristen besuchten das von den Piaristen geleitete staatliche Gymnasium in der Josefstadt.
Im Jahr 1875 ersuchten Vertreter der Gemeinde Oberhollabrunn (heute Hollabrunn) um Verlegung des Knabenseminars nach Oberhollabrunn. Dort war 1865 ein neues Gymnasium gegründet worden, das zu wenige Schüler hatte. Erst mit Rauschers Nachfolger, Kardinal Johann Rudolf Kutschker, konnte am 23. Juni 1880 ein Vertrag zur Errichtung eines Seminars in Oberhollabrunn unterzeichnet werden.

## Standort Hollabrunn

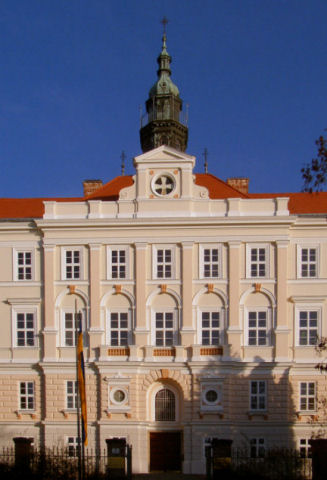
Erzbischöfliches Seminar Hollabrunn

48° 33′ 40″ N, 16° 4′ 57″ O

Am 21. Juli 1880 erfolgte die Grundsteinlegung für den Neubau nach Plänen des Architekten Richard Jordan, am 16. November 1880 konnte nach 115 Arbeitstagen das Turmkreuz geweiht werden. Die westliche Hauptfront ist 86 Meter lang, die Seitentrakte sind 75 Meter lang.
Die Übersiedlung von Wien erfolgte im August 1881. Am 2. Oktober 1881 wurden Haus und Kapelle von Fürsterzbischof Cölestin Joseph Ganglbauer eingeweiht.
174 Knaben wohnten im Schuljahr 1881/82 im Seminar und besuchten das öffentliche Gymnasium Hollabrunn. Die Schülerzahlen des Gymnasiums stiegen von 41 im Schuljahr 1880/81 auf 229 im Schuljahr 1881/82. In den folgenden Jahren wurden mehrere Priester auch als Professoren am Gymnasium angestellt.
Das Haus war für 180 bis 200 Studenten gebaut worden. Im Jahr 1930 wurde die Höchstzahl mit 313 Zöglingen erreicht. Ein Präfekt war damals für 80 Studenten zuständig.
Etwa ein Drittel der Seminaristen erreichte die Matura. In den Jahren 1856 bis 1956 waren über 40 Prozent der Priester der Erzdiözese Wien ehemalige Seminaristen.

### Auflösung im Jahr 1938
Nach dem Anschluss Österreichs an das Dritte Reich im März 1938 konnte durch Verhandlungen zunächst erreicht werden, dass die Seminaristen nicht der Hitler-Jugend (HJ) beitreten mussten.
Ab dem 31. Mai wurden drei Klassen des Gymnasiums im Seminargebäude untergebracht. Des Weiteren wollte die Stadtgemeinde Hollabrunn den Vorstehergarten für eine Erweiterung des Spitals kaufen. Außerdem wurde der Druck immer stärker, den Wirtschaftsbetrieb des Seminars in der Reucklstraße einzustellen.
Während der Besetzung des Sudetenlandes wurden vom 16. bis 29. September insgesamt 981 Militärpersonen und 1248 Flüchtlinge einquartiert.
Am 21. September wurde mit einem Schreiben des Bezirksschulrates Hollabrunn das Seminar aufgehoben. Alle Proteste von Rektor Joseph Ettl und Kardinal Theodor Innitzer waren erfolglos. Am 27. September untersagte die Kreisleitung Hollabrunn eine Weiterführung des Knabenseminars. Sie ordnete eine Übergabe des gesamten Inventars an die Stadtgemeinde Hollabrunn an, die ein Schülerheim weiterführen wollte.
Für das Schülerheim meldeten sich aber nur 3,5 Prozent der Seminaristen an. Viele Seminaristen setzten ihre Schulausbildung in Wien fort. Die Schülerzahl des Gymnasiums Hollabrunn sank von 544 auf 346. Das städtische Schülerheim wurde am 24. Oktober eröffnet und konnte etwa 100 Schüler aufnehmen. Ab dem Jahr 1939 wurden Teile des Hauses als Kreishaus der NSDAP verwendet.
Am 3. Jänner 1940 konnte zwischen dem ehemaligen Rektor, Joseph Ettl, und dem Hollabrunner Bürgermeister Schenk ein Vertrag abgeschlossen werden, in dem das Seminargebäude an die Stadt Hollabrunn vermietet wurde.

### Neubeginn 1945
Nach dem Ende des Zweiten Weltkriegs wurde das Seminar von sowjetischen Truppen besetzt. Daher wurden die Zöglinge ab September 1945 privat in Hollabrunn untergebracht.
Am 14. November wurde eine Rückgabe des Süd- und Osttraktes, in dem das Schülerheim untergebracht war, erreicht. Am 5. Jänner 1946 wurde die Seminarkapelle neu geweiht, am 10. Jänner begann wieder der Studienbetrieb. Am 29. Juli wurde das gesamte Gebäude zurückgegeben.
Nach einer Generalreinigung konnte im September 1946 das erste Normaljahr mit 93 Zöglingen begonnen werden. Am 6. Oktober wurde das Haus von Kardinal Theodor Innitzer neu geweiht.
Erst im Jahr 1949 erfolgte die Rückgabe des Vorstehergartens.
In den folgenden Jahren stieg die Zahl der Seminaristen wieder auf über 200 an. Daher wurde 1953 im 3. Stock eine zweite Kapelle für 90 Zöglinge errichtet. Nach 1965 begann die Zahl der Zöglinge deutlich zu sinken.

## Knabenseminar Sachsenbrunn
47° 35′ 54″ N, 16° 0′ 24″ O
1956 wurde ein zweites Seminar in Sachsenbrunn (in Kirchberg am Wechsel im Süden der Erzdiözese) geplant. Neben einem Internat wurde dort auch ein Privatgymnasium der Erzdiözese Wien errichtet. Am 21. September 1959 weihte Kardinal Franz König den noch unfertigen Neubau und eröffnete das erste Schuljahr. Einige Zöglinge, die südlich von Wien wohnten, wechselten von Hollabrunn nach Sachsenbrunn. Erst im Jahr 1963 wurde das neue Seminar fertiggestellt. Von 1966 bis 1987 war Kurt Knotzinger Spiritual, Lehrer und Chorleiter in Sachsenbrunn.
Nach und nach wurde das Gymnasium Sachsenbrunn für Externe und für Mädchen freigegeben. In den 1990er-Jahren wurde der Internatsbetrieb wegen zu geringer Anzahl an Seminaristen eingestellt. Nach einer Ausweitung der angebotenen Schulzweige heißt die Schule heute Gymnasium und Realgymnasium Sachsenbrunn.

## Aufbaugymnasium

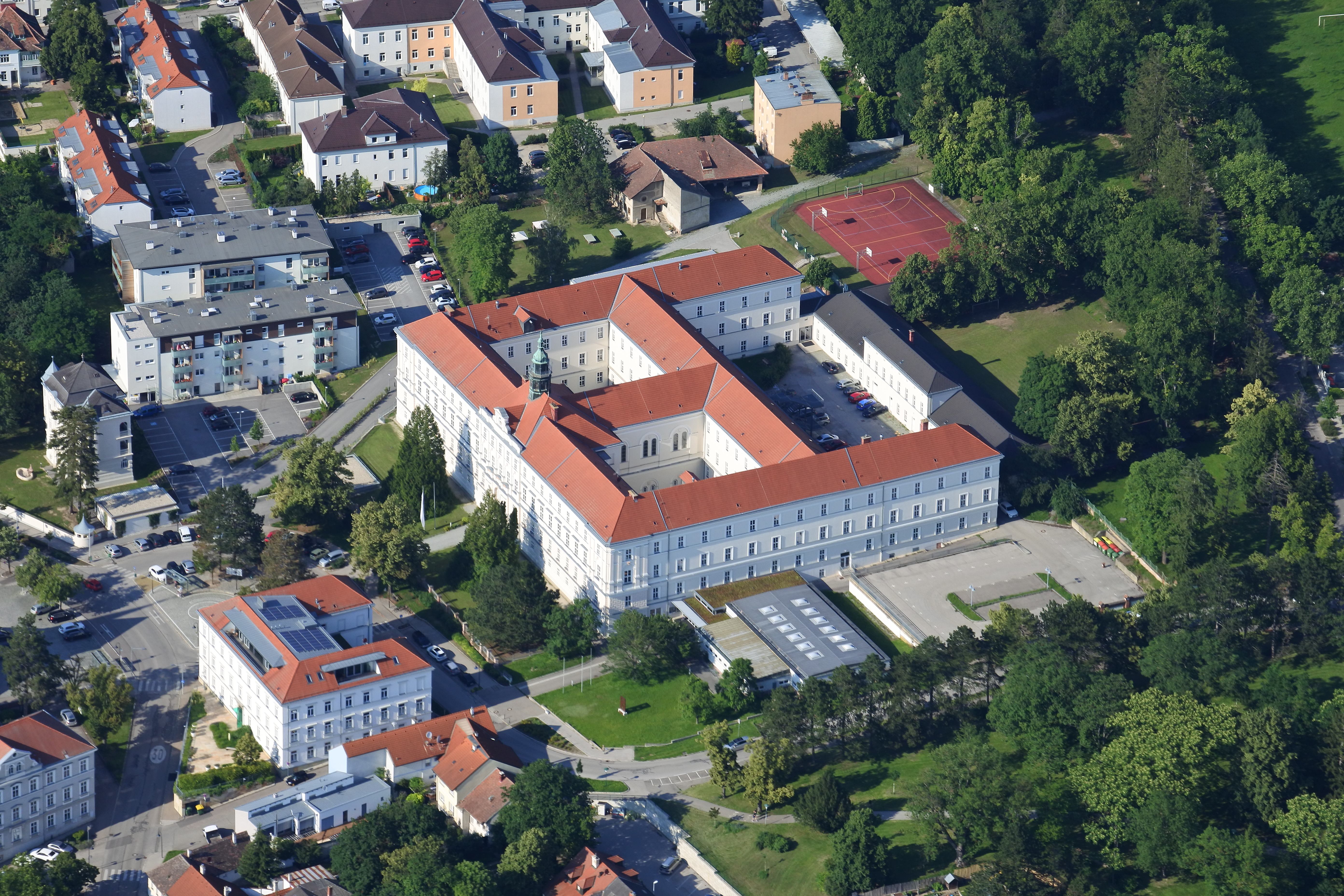
Luftbild von 2020

1972 plante Rektor Johann Kurz im Seminar ein privates Musisch-Pädagogisches Realgymnasium zu errichten. In einer Konferenz der Vorsteher wurde am 1. September 1973 der Beschluss zur Errichtung einer Privatschule gefasst. Als Schultyp wurde aber das Aufbaugymnasium gewählt. Das Aufbaugymnasium Hollabrunn wurde im Schuljahr 1974/75 vom damaligen Rektor des Erzbischöflichen Seminars Hollabrunn, Johann Kurz, gegründet. Der damalige Religionsprofessor Hans Groër wurde zum Leiter bestimmt.
Schulerhalter ist die Erzdiözese Wien. Das Aufbaugymnasiums ist eine Privatschule mit Öffentlichkeitsrecht. Durch die Schulform eines Aufbaugymnasiums sollten auch 14-Jährige nach dem Abschluss der Hauptschule und Spätberufene in das Knabenseminar Hollabrunn eintreten können. Die Schule stand von Beginn an auch externen Schülern und Mädchen offen. Die Klassenräume sind im Gebäude des Hollabrunner Seminars untergebracht.
Im Schuljahr 1998/99 wurde mit einer Unterstufe begonnen, die als Realgymnasium geführt wird. Die Schule hieß ab diesem Schuljahr Erzbischöfliches Real- und Aufbaugymnasium Hollabrunn. Ab dem Schuljahr 2025/26 wird auch die Oberstufe als Realgymnasium geführt.
Als einziges Gymnasium Österreichs wird das Unterrichtsfach Humanbiologie und Humanpsychologie angeboten. Diese außergewöhnlichen Fächer geben Einblicke in wichtige Aspekte der menschlichen Psyche sowie des menschlichen Körpers. In Humanpsychologie setzen sich die Schülerinnen und Schüler beispielsweise mit dem Thema Depressionen auseinander, in Humanbiologie beschäftigen sie sich etwa mit den Informationssystemen des menschlichen Körpers, dem Nerven- sowie dem Hormonsystem. Dabei wird besonderer Wert auf die Vernetzung der psychologischen und biologischen Aspekte geachtet und die gegenseitigen Wechselwirkungen analysiert.

### Schülerzahl
Im ersten Schuljahr 1974 wurde mit einer Klasse (21 Schülern, 7 Schülerinnen) begonnen. Im Schuljahr 1977/78 wurden mit fünf Klassen (Übergangsklasse, 5. bis 8. Klasse) der Vollausbau erreicht. Bis zum Schuljahr 1997/98 besuchten durchschnittlich 150 Schüler das Aufbaugymnasium. Durch die Eröffnung der Unterstufe im Schuljahr 1998/99 stieg die Schülerzahl an. Im Schuljahr 2002/03 wurde erstmals die Zahl 400 überschritten. War das Verhältnis der Buben zu den Mädchen zu Beginn etwa 2:1, wurde im Schuljahr 1990/91 erstmals ein Gleichstand erreicht. In den Folgejahren stieg der Anteil der Mädchen immer mehr an. 2010 wurde die Schule von etwa zwei Drittel Mädchen und einem Drittel Buben besucht.

### Leitung
- 1974–1986 Hans Hermann Groër
- 1986–1992 Herwig Reidlinger
- 1992–2011 Leopold Rieder
- seit 2011 Ingrid Lehner-Pfennigbauer

### Absolventen
- Heribert Donnerbauer (* 1965), Abgeordneter zum Nationalrat
- Pius Martin Maurer (* 1971), Abt des Stiftes Lilienfeld

### Missbrauchsskandal um Kardinal Groër
Gegen den ehemaligen Leiter des Aufbaugymnasiums am Knabenseminar, den mittlerweile zum Kardinal avancierten Hans Groër, erhob am 27. März 1995 einer seiner ehemaligen Schüler im Nachrichtenmagazin „profil“ (Ausgabe 13/95) schwere Vorwürfe wegen seinerzeitigen sexuellen Missbrauchs. Daraufhin meldeten sich weitere Exschüler des Knabenseminars Hollabrunn, die von sexueller Belästigung beziehungsweise Missbrauch durch Groër berichteten. Dieser hüllte sich zunächst in Schweigen und trat am 6. April 1995 als Vorsitzender der Bischofskonferenz zurück. Groër wurde am 13. April 1995 Christoph Schönborn als Koadjutor-Erzbischof mit dem Recht auf Nachfolge beigestellt und mit Wirkung per 14. September 1995 sein schon am 13. Oktober 1994 – vor der „Affäre Groër“ – aus Altersgründen eingebrachtes Rücktrittsgesuch angenommen.
Groër äußerte sich bis zu seinem Tod 2003 nicht eindeutig zu den Vorwürfen. Die Bischöfe Christoph Schönborn, Johann Weber, Georg Eder und Egon Kapellari erklärten in einer Stellungnahme: „Wir sind nun zur moralischen Gewissheit gelangt, dass die gegen Alterzbischof Kardinal Hans Hermann Groër erhobenen Vorwürfe im Wesentlichen zutreffen. Sein Schweigen haben wir zu ertragen, können aber selbst nicht schweigen, wenn wir unserer Verantwortung für die Kirche gerecht werden sollen“. In der „Causa Groër“ stellte sich der Bischof von St. Pölten Krenn von Anfang an hinter den Kardinal und bezeichnete die Vorgänge als „Hollabrunner Lausbubengeschichten“.

## Rektoren
- Karl Dittrich, 1856 bis 1874
- Franz Kraus, 1874 bis 1884
- Franz Reuckl, 1884 bis 1899
- Julius Kundi, 1899 bis 1903
- Franz Berger, 1903 bis 1922
- Johann Gartner, 1922 bis 1933
- Joseph Ettl, 1933 bis 1938 und 1945 bis 1947
- Johann Kurz, 1947 bis 1984
- Herbert Samm, 1984 bis 1986
- Franz Grabenwöger, 1986 bis 1992

## Ehemalige Seminaristen
- Engelbert Dollfuß, Politiker
- Udo Fischer, Benediktinerpater
- Hans Hermann Groër, Erzbischof der Erzdiözese Wien
- Rudolf Henz, Schriftsteller
- Franz Jachym, Weihbischof der Erzdiözese Wien
- Jakob Franz Alexander Kern, Prämonstratenser, Katholischer Seliger
- Josef Kühschelm, Studienpräfekt, Reichsratsmitglied und Landtagsabgeordneter
- Florian Kuntner, Weihbischof der Erzdiözese Wien
- Stephan László, Bischof der Diözese Eisenstadt
- Columban Luser, Abt des Stiftes Göttweig
- Godfried Marschall, Generalvikar und Weihbischof der Erzdiözese Wien
- Michael Pfliegler, Professor für Moral- und Pastoraltheologie sowie geistiger Führer der katholischen Jugendbewegung Neuland
- Karl Rühringer,  ehem. Bischofsvikar der Erzdiözese Wien
- Johann Baptist Schneider, Generalvikar und Weihbischof der Erzdiözese Wien
- Joseph Schoiswohl,  Bischof der Diözese Graz-Seckau
- Helmut Schüller, ehem. Generalvikar der Erzdiözese Wien und Begründer der Pfarrer-Initiative
- Oswald Tschirtner, Künstler
- Raimund Weissensteiner, Priester und Komponist
- Georg Wilfinger, Abt des Stiftes Melk
- Karl Wilfing, Politiker (ÖVP)
- Franz Latzka, Politiker (ÖVP)
- Josef Grünwidl, Bischofsvikar und Apostolischer Administrator der Erzdiözese Wien.